# Нарцисс (источник)
Нарцисс — источник в северо-западной части выборгского парка Монрепо, павильон над которым спроектирован архитектором Огюстом Монферраном.

## История
После приобретения имения Монрепо в 1788 году придворным учителем великого князя Павла Петровича А. Л. Николаи парк был украшен большим количеством скульптур, изображавших античных богов. Однако по причине вандализма посетителей их количество постепенно уменьшалось, и к середине XIX века осталось лишь три парковых скульптуры: «Нептун» в павильоне «Храм», «Вяйнемёйнен» в ущелье святого Николая и мраморный «Нарцисс».
Скульптура Нарцисса была приобретена бароном Николаи у итальянского архитектора Винченцо Бренна в числе других повреждённых статуй. У изображения древнегреческого божества отсутствовала правая рука. В. Бренна обещал прислать мастера, который бы исправил купленные скульптуры, но не сдержал своего обещания. А. Л. Николаи решил украсить статуей Нарцисса, глядящего на своё отражение, открытый бассейн «Источника Сильмии». Считается, что в своей поэме «Имение Монрепо в Финляндии. 1804» владелец имения романтизировал финское название родника «Silmä» (фин. «глаз»: по местному поверью, вода из источника обладала целебной силой, улучшающей зрение). В изложении Николаи, который сам страдал глазными болезнями, прекрасная нимфа Сильмия пожалела влюблённого в неё пастуха и вернула ему зрение.
По заказу владельца имения О. Монферран в 1820-х годах выполнил проект павильона над «Источником Сильмии»: с чугунной решёткой, нишей для статуи Нарцисса и маской льва, из которой текла струя воды. С того времени родник стал называться «Нарциссом». Вода из источника отличалась поразительной чистотой, её даже продавали в аптеках. По обычаю посетители бросали в источник монеты.
Как и многие другие выборгские памятники (такие, как памятник Вяйнемёйнену, памятник Микаэлю Агриколе, памятник белофиннам, памятник Независимости, памятник Петру I и др.), павильон над источником «Нарцисс» сильно пострадал в период советско-финских войн (1939—1944). Была утрачена скульптура Нарцисса. В ходе реставрационных работ, проведённых в 1974 году под руководством архитектора В. В. Дмитриева и скульптора Т. Архангельской, были восстановлены решётка (но её изготовили не из чугуна, а из стали с литыми элементами из алюминия) и львиная маска. По прошествии времени из-за смещения слоёв земли вода стала пробиваться не из маски, а со дна бассейна. Поэтому в 2020 году проведена реставрация источника.

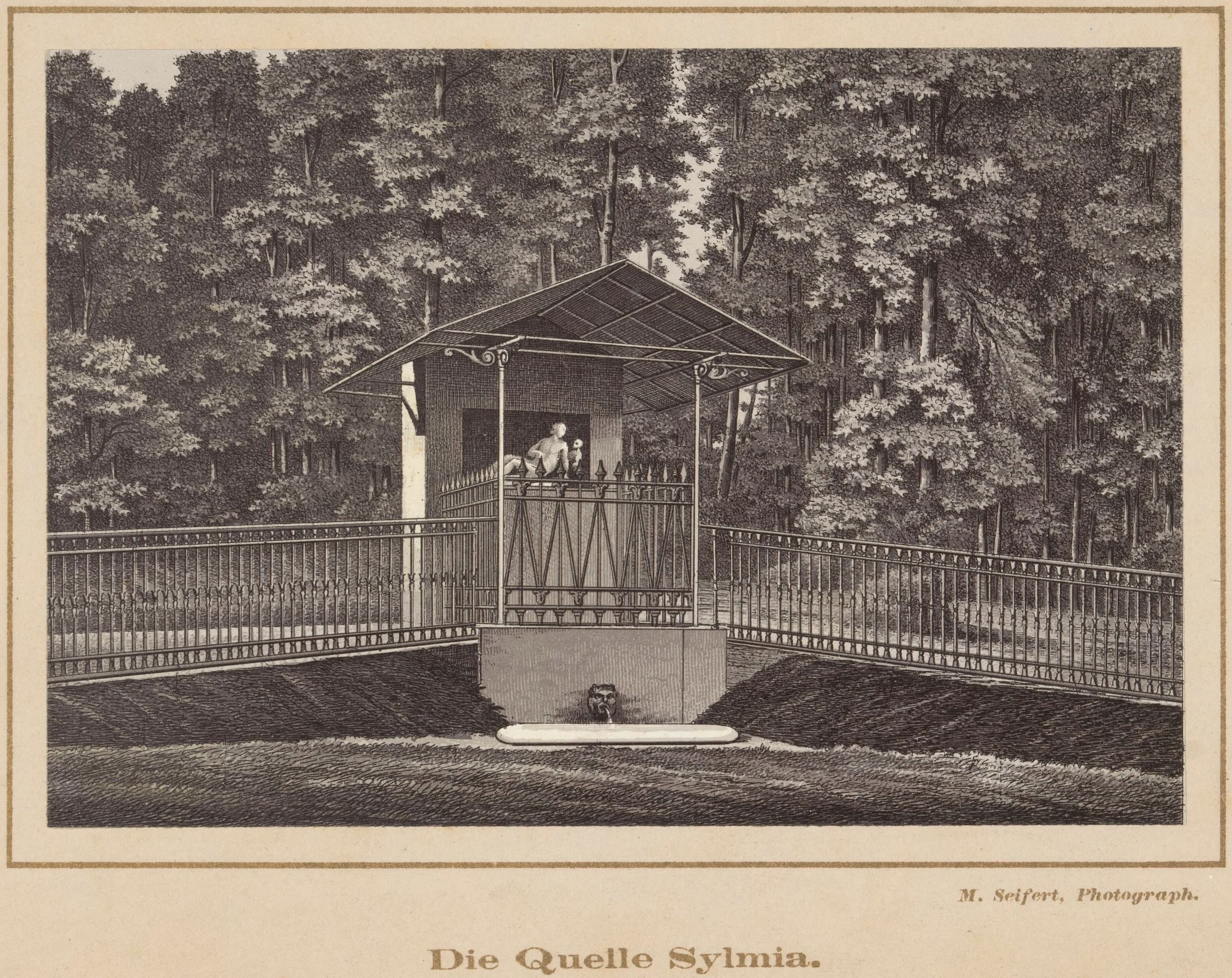
Изображение конца XIX века
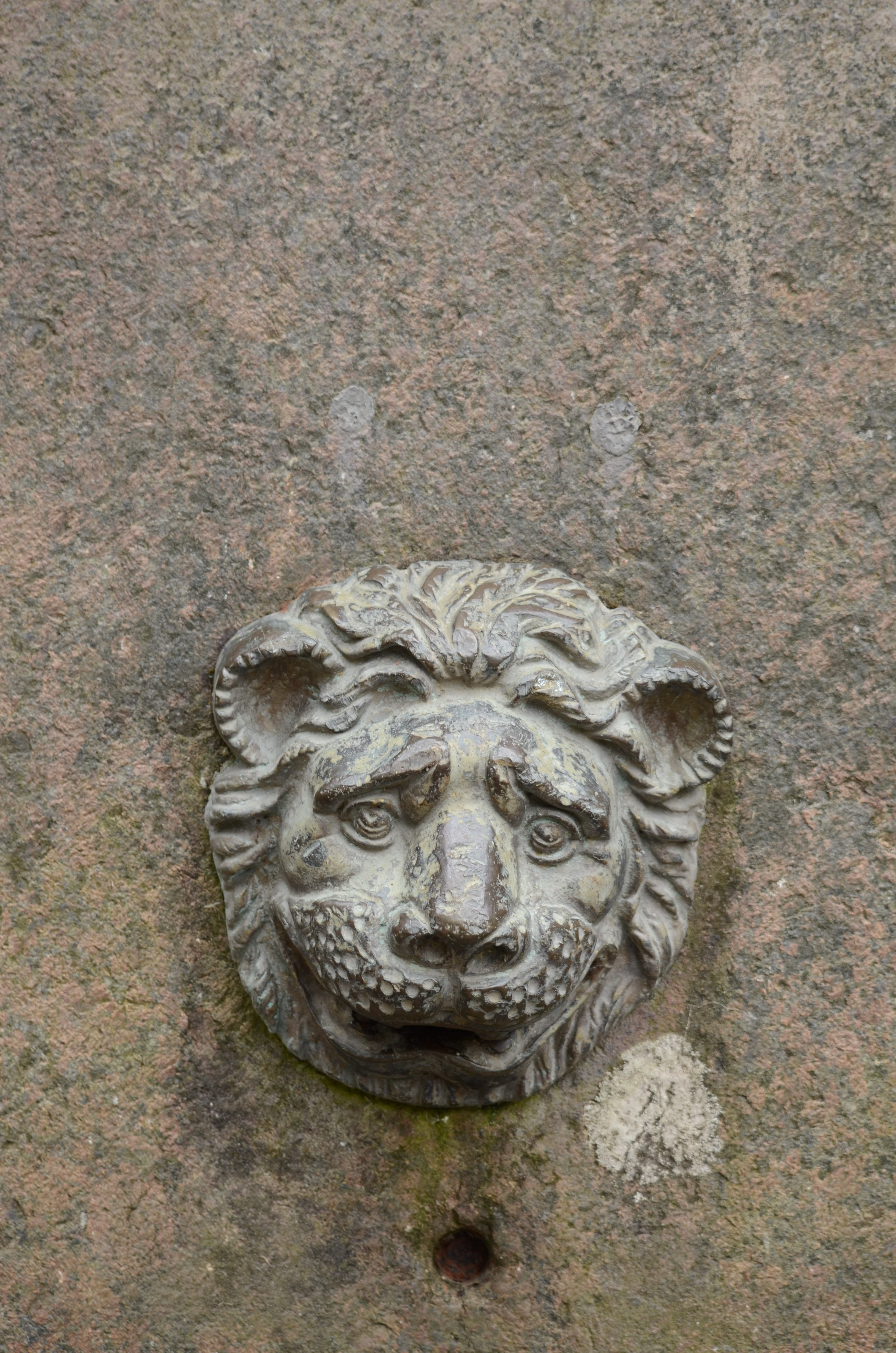
Маска льва